# Universidade do Grande ABC
A Universidade do Grande ABC (UNIABC) foi uma universidade brasileira sediada na cidade de Santo André (São Paulo), atuando na Região do Grande ABC desde 1969 até 2011 em diversas áreas do conhecimento. Oferecia ensino de graduação, ensino a distância e pós-graduação - especialização (Lato Sensu), além de cursos de extensão.

## História
A União para Formação, Educação e Cultura do ABC – UNIFEC , Entidade Mantenedora iniciou suas atividades no campo do Ensino Superior no ano de 1969, com autorização do Ministério da Educação por meio do Parecer do Conselho Federal de Educação n.º 766/69, protocolado em 10/10/69 e do Decreto n.º 65672, de 29/10/69, que autorizou a abertura dos cursos de Matemática, Letras e Pedagogia, oferecidos pela então Faculdade de Filosofia, Ciências e Letras de São Caetano do Sul.
Em 1971, foi autorizado o funcionamento da Escola Superior de Educação Física pelo Parecer do Conselho Federal de Educação nº. 240/71 e Decreto nº. 68994/7. Expandiu sua área de abrangência com a concessão de funcionamento do curso de Psicologia, pelo Parecer nº. 700 do Conselho Federal da Educação, prolatado em 11/05/73 e do Decreto nº. 72490/73.
Em 05/11/73, foi aprovada pelo Parecer do Conselho Federal de Educação nº. 2153/73 e pelo Decreto nº. 73675, de 18/02/74, a autorização para o funcionamento de outros novos cursos: Ciências (curta duração), Ciências Biológicas (duração plena), Estudos Sociais (curta duração) e Estudos Sociais (duração plena com habilitação em Educação Moral e Cívica).
Posteriormente, o Parecer do Conselho Federal de Educação de nº. 355, de 05/06/1986, aprovou o curso de Fisioterapia, a ser ministrado pela Faculdade de Fisioterapia de São Caetano do Sul, efetivado pelo Decreto nº. 93177, de 26/08/1986. Mais tarde, com a publicação do Parecer do Conselho Federal de Educação nº. 605/91 e a Portaria Ministerial de n.º 1155, de 29/07/92, foi aprovada a transformação do curso de Estudos Sociais nos cursos de História e Geografia, ambos de duração plena. Com o Parecer de nº 766/91 e as Resoluções do Conselho Universitário – CONSUN - ns.º 08/98 e 09/98, foi autorizado o funcionamento dos cursos de Ciências Biológicas e Matemática.
Aos 21 de dezembro de 1989, a Entidade Mantenedora da Faculdade de Filosofia, Ciências e Letras de São Caetano do Sul, da Faculdade de Fisioterapia e da Escola Superior de Educação Física de São Caetano do Sul encaminhou, ao então Conselho Federal de Educação – CFE -, carta consulta para a criação da Universidade para Formação, Educação e Cultura - UNIFEC -, pela via do reconhecimento, com base no artigo 7º da Lei n.º 5540/68, devidamente aprovada pelo Parecer do Conselho Federal de Educação - CFE - n.º 652, de 02/12/92 e pela Portaria do Ministério da Educação e Cultura - MEC - n.º 1868/92, de 22/12/92.
Após a criação da Universidade, que teve seu funcionamento no início do ano letivo de 1993, foram aprovados pelo Conselho Universitário – CONSUN - os cursos de: Direito, Ciências Contábeis, Administração, Arquitetura e Urbanismo, Nutrição, Enfermagem, Engenharia de Produção Mecânica, Turismo e Engenharia Mecânica, este último criado em 1994. Em 1996, o mesmo Conselho aprovou o funcionamento de outros novos cursos: Medicina Veterinária, Farmácia com habilitação em Farmacêutico Bioquímico e Farmacêutico Industrial, Comunicação Social com habilitação em Publicidade e Propaganda e o curso de Letras com habilitação em Tradutor e Intérprete.
Em 1995, a Universidade de Formação, Educação e Cultura - UNIFEC - passou a denominar-se Universidade do Grande ABC - UniABC mediante autorização da Portaria Ministerial n.º 1401, de 14/11/95. Esta mudança ocorreu em função do crescimento potencial da região do Grande ABC, que possibilitou o crescimento da universidade, bem como de sua inserção e representatividade regional.
Em 1999, a UniABC, mediante aprovação de seu Conselho Universitário – CONSUN -, colocou em funcionamento o curso de Ciência da Computação e as novas habilitações do curso de Pedagogia (Magistério de 1ª a 4ª séries do Ensino Fundamental e Educação Infantil).
Ainda em 1999, o Conselho Universitário - CONSUN - aprovou o funcionamento dos cursos de Administração de Sistemas de Informação, Administração em Comércio Exterior, Administração em Marketing, Engenharia Mecânica (modalidade de Automação e Controle), Hotelaria e Propaganda e Marketing. Mais tarde, em 2001, aprovou o funcionamento dos cursos de Licenciatura em Computação e Bacharelados em Sistemas de Informação e Química. Também aprovou os cursos seqüenciais de Web Sites e Gestão Imobiliária. 
A Universidade com característica circunscrita à cidade de São Caetano do Sul e adjacências há muito já deixara de existir, em virtude da quantidade de alunos oriundos de todas as cidades da região do Grande ABC e até mesmo da zona leste de São Paulo. Essa crescente demanda e a necessidade de instalações físicas adequadas ao funcionamento dos diversos cursos, principalmente os da área da Saúde, resultou na necessidade de um novo campus, o qual foi construído em aproximadamente dois anos (1998 – 2000). Como resultado, a sede da Universidade do Grande ABC - UniABC - foi transferida da cidade de São Caetano do Sul para a de Santo André no ano de 2000, autorizada pelo Ministério da Educação, pela Portaria de n.º 268, publicada no Diário Oficial da União em 09/03/2000.
Este campus ocupa uma área de trinta e três mil metros quadrados, com setenta e sete mil metros quadrados de área construída, com capacidade para trezentas salas de aula, dezesseis laboratórios de computação, além de laboratórios para os cursos de Saúde, Exatas e Humanas, quatro auditórios, estúdios, estacionamento para quase duas mil vagas, além de vários outros espaços destinados à aprendizagem.
Em 2002, a Universidade do Grande ABC - UniABC - adquiriu, também na cidade de Santo André, um Centro Esportivo com treze mil metros quadrados de área com quadras, ginásios, campo de futebol e salas esportivas destinado para aulas do curso de Educação Física. Outras aquisições foram feitas: uma área de quarenta e três mil metros quadrados para construção de um novo campus e outra de dez mil metros quadrados para o Centro Policlínico, que congregará as clínicas dos cursos de Psicologia, Nutrição, Fisioterapia e Enfermagem, que desenvolvem atividades práticas curriculares e o atendimento social e comunitário, atualmente alojado no Centro Esportivo acima mencionado.

## Descredenciamento e Anhanguera UNIABC
Em julho de 2011, o grupo Anhanguera Educacional adquiriu a União para a Formação, Educação e Cultura do ABC, que é a mantenedora da UniABC, de Santo André. O valor da aquisição, que totaliza R$ 56 milhões, abrange R$ 49,5 milhões pagos à vista mais R$ 6,5 milhões em dívidas da Unifec.
Com a venda da UNIFEC, a Universidade do Grande ABC passou a ser denominada Universidade Anhanguera de São Paulo.

## Ex-alunos notáveis
- Carla Morando
- Danilo Gentili
- Fabiana Murer